# Рабье, Жан-Поль
Жан-Поль Рабье (фр. Jean-Paul Rabier, 25 января 1955, Вандом, Франция) — французский футболист, полузащитник. После завершения карьеры работал тренером.

## Карьера
В качестве футболиста выступал за ряд команд французской Лиги 1. В составе «Лаваля» игрок в 1983 году принимал участие в розыгрыше Кубка УЕФА. Затем полузащитник вместе с клубом побеждал в Кубке французской лиги. Завершал свою карьеру Рабье в «Ланс».
Свою тренерскую деятельность наставник начал в «Генгаме». Затем он руководил сборными Буркина-Фасо и Мадагаскара. Также он работал с французскими и зарубежными клубами.

## Достижения

### Футболиста
- Обладатель Кубка Гамбарделлы: 1973
- Обладатель Кубка французской лиги: 1982

### Тренера
- Финалист Кубка Катара: 2007